# Leptosiaphos dungeri
Espèce
Statut de conservation UICN

 DD  : Données insuffisantes
Leptosiaphos dungeri est une espèce de sauriens de la famille des Scincidae.

## Répartition
Cette espèce est endémique de l'État du Plateau au Nigeria.

## Étymologie
Cette espèce est nommée en l'honneur de Gerald T. Dunger.

## Publication originale
- Trape, Chirio & Trape, 2012 : Lézards, crocodiles et tortues d'Afrique occidentale et du Sahara. IRD Orstom, p. 1-503.